# علم تكساس

علم ولاية تكساس

علم حاكم ولاية تكساس

علم تكساس هو العلم الرسمي لولاية تكساس الأمريكية. تشتهر بنجمها الأبيض الوحيد البارز الذي يعطي العلم اسمه الشائع الاستخدام: "علم النجم الوحيد". هذا النجم الوحيد ، بدوره، يولد لقب الولاية: "ولاية النجم الوحيد". يحظى العلم الذي يرفرف في المنازل والشركات على مستوى الولاية بشعبية كبيرة بين تكساس ويتم التعامل معه بدرجة كبيرة من الاحترام والتقدير داخل تكساس.
اعتمد علم ولاية تكساس في يوم 25 كانون الثاني - يناير من عام 1839 . علم ولاية تكساس يتكون من شريط باللون الأزرق يغطي مانسبته 1/3 من العلم يحتوي الشريط الأزرق في وسطه على نجمه خماسية الشكل بيضاء اللون أما الجزء الباقي من العلم فمقسم بالتساوي مابين اللونين الأبيض في الجزء العلوي من العلم والأحمر في الجزء السفلي من العلم .

## رمزية الألوان
- الأزرق: يرمز إلى الوفاء .
- الأبيض: يرمز إلى النقاء .
- الأحمر: يرمز إلى الشجاعة .
- ★ النجمة: يرمز النجم الموجود على الشريط الأزرق من العلم إلى أن ولاية تكساس وحدة واحدة في سبيل الله، الولاية والبلاد .

## أعلام سابقة
|  |